# Jüdischer Friedhof (Anklam)

Lage des Jüdischen Friedhofs in Anklam 1880 – Mitte halbrechts – Signatur Begr.Pl.

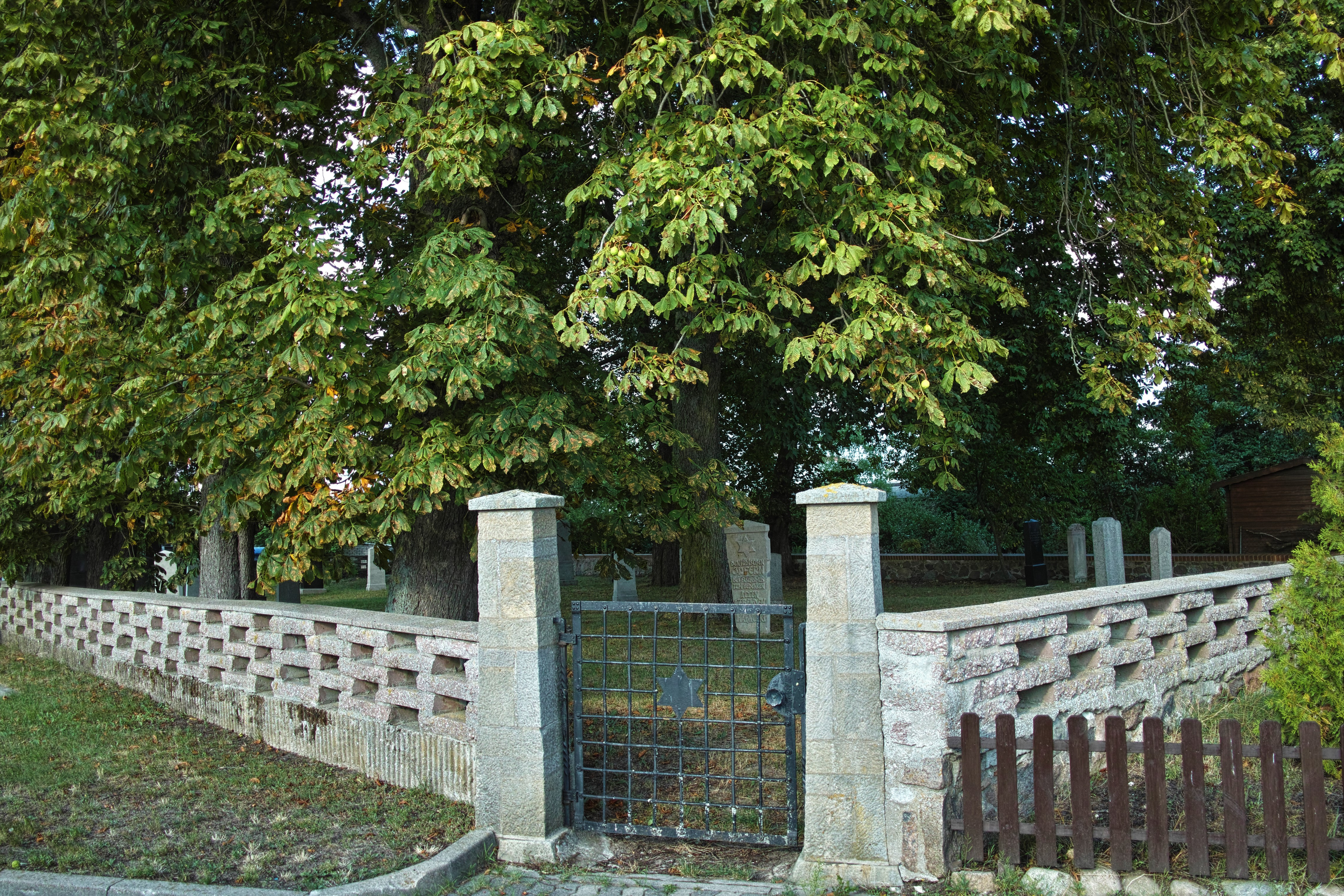
Blick auf das Eingangstor (2019)

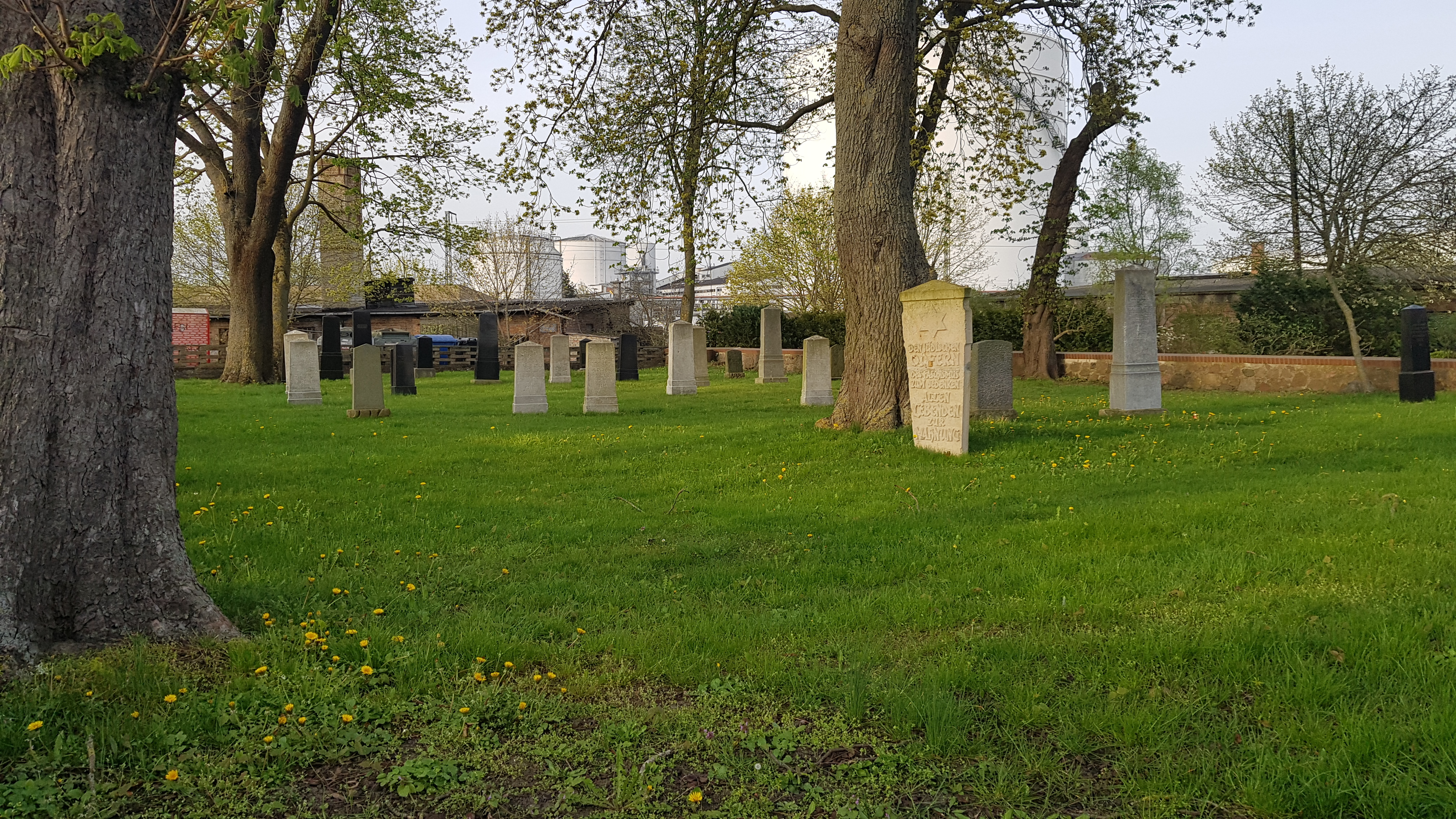
Blick vom Eingangstor. Im Hintergrund die Zuckerfabrik (2024)

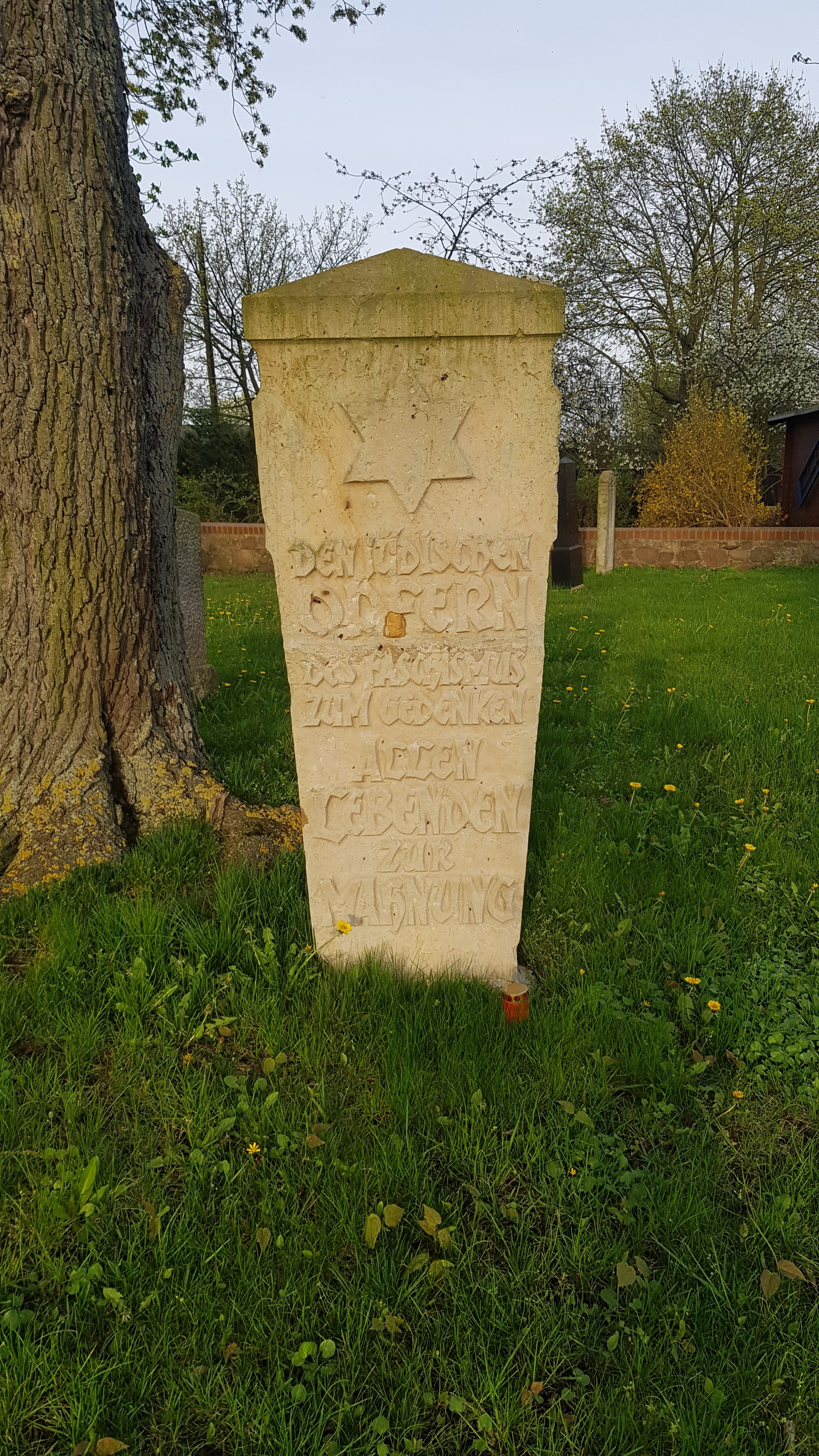
Gedenkstein – Den jüdischen Opfern (2024)

Der Jüdische Friedhof Anklam ist eine jüdische Begräbnisstätte im vorpommerschen Anklam im Landkreis Vorpommern-Greifswald in Mecklenburg-Vorpommern.
Seit 1962 befindet sich dort eine Mahn- und Gedenkstätte. Er ist ein geschütztes Baudenkmal.

## Beschreibung
Der etwa 600 m² große jüdische Friedhof in Anklam befindet sich in der Straße „Min Hüsung“, an der Pasewalker Allee, außerhalb des Stadtzentrums. Er liegt inmitten einer Wohnsiedlung, am Rand eines Industriegebietes. Der Eingang befindet sich an der südwestlichen Ecke der Anlage, direkt an der Straße „Min Hüsung“. Eingefriedet ist die Anlage entlang der Straße „Min Hüsung“ mit einer 1,3 m hohen Ziermauer aus Beton und Feldsteinen. Zu den südlich und östlich angrenzenden Privatgrundstücken verläuft eine 0,50 m hohe Feldsteinmauer mit einer Mauerabdeckung aus einer roten Klinkerrollschicht. Davor wurde eine Hecke neu angepflanzt. Auf dem Friedhof sind keine Wege vorhanden, die gesamte Anlage ist als Wiesenfläche angelegt. Den Baumbestand bilden im südlichen Bereich Kastanien und im nördlichen Ahorn sowie Eschen.
Auf dem Friedhof stehen 31 sehr gut erhaltene Grabsteine, die aus der Zeit Ende des 19./ Anfang des 20. Jahrhunderts stammen. Alle Grabsteine sind nach Süden ausgerichtet und tragen auf der Rückseite deutsche Inschriften. Im südlichen Teil des Friedhofs steht ein Gedenkstein mit folgender Inschrift „Den jüdischen Opfern des Faschismus zum Gedenken - allen Lebenden zur Mahnung“.
Die gesamte Anlage befindet sich in einem sehr guten und gepflegten Zustand. Nur durch die im Norden vor der Friedhofsmauer aufgestellten Wertstoffcontainer wird der äußere Gesamteindruck der Anlage stark gestört. Jüdische Friedhöfe wurden in den amtlichen Karten als Begräbnisplatz bezeichnet und mit einem L statt einem † signiert. Meistens wurden sie weiter außerhalb der Städte oder Gemeinden angelegt, überwiegend an den Scheunenvierteln oder ähnlichen abgelegenen Orten. In Anklam befindet sich der Friedhof am ehemaligen Kleinbahnhof und an der Bahnlinie vor der Altstadt.
Um 1850 wurde der Friedhof am damaligen Stadtrand von Anklam angelegt.

## Geschichte
Die seit Anfang des 19. Jahrhunderts in Anklam entstandene jüdische Gemeinde konnte 1817 einen ersten Friedhof anlegen, der vermutlich nur kurze Zeit genutzt wurde. Von ihm ist nichts mehr erhalten. 1925 wurde der Friedhof von der jüdischen Gemeinde für den Bau einer Nebenstelle der Reichsbank zur Verfügung gestellt.
Um 1850 wurde ein neuer Friedhof am damaligen Stadtrand angelegt, der bis in die NS-Zeit genutzt wurde (1936 letzte Beisetzung), dann jedoch verwüstet wurde. 1948 wurde der Friedhof wieder hergestellt. Es sind 32 Grabsteine erhalten. Eine Gedenkstele des Bildhauers Bruno Giese wurde aufgestellt mit der Inschrift: „Den jüdischen Opfern des Faschismus zum Gedenken, allen Lebenden zur Mahnung“.
Der alte Friedhof lag auf dem Großen Wall (Bereich der heutigen Straße „Großer Wall“); der neue Friedhof im heutigen Wohngebiet Lilienthalhof/An der Straße „Min Hüsung“.
Das letzte Zeugnis für eine der größeren jüdischen Gemeinden in Vorpommern, der Anklamer Gemeinde, ist der Jüdische Friedhof an der „Min Hüsung“. Die letzten Beisetzungen fanden hier 1936 statt. Während der Pogromnacht vom 9. auf den 10. November 1938 wurde der Friedhof geschändet. 1940 war im Namen der Reichsvereinigung der Juden in Deutschland und der in Auflösung befindliche Synagogengemeinde das Friedhofsgrundstück für 250 Mark an die Mecklenburg-Pommersche Schmalspurbahn AG verkauft worden, die sich verpflichtet hatte, ihn nicht zu beeinträchtigen. Nach den Bombenangriffen im August 1944 auf die Stadt wurde allerdings der Trümmerschutt dort abgeladen und der Friedhof weitgehend zerstört. Bis zu ihrer Deportation 1942 lebten noch 11 Juden in Anklam. Die letzten jüdischen Bewohner Anklams waren am 11./12. Februar 1940 über Stettin in den Distrikt Lublin im besetzten Polen deportiert worden, von wo keine zurückkehrten.
1948 wurde er an die neue jüdische Landesgemeinde Mecklenburgs zurückgegeben. Anfang der 1950er Jahre begann die Säuberung des Geländes und eine Wiederaufstellung der erhaltenen Steine. Seit 1962 existiert er in der heutigen Gestalt als Gedenkstätte, die in Anwesenheit eines Rabbiners zur Mahn- und Gedenkstätte erklärt wurde. Für deren Erhalt und Pflege hat die Stadt die Verantwortung übernommen.